# Río Olmos
El río Olmos es un río de la vertiente del Pacífico, localizado en la costa norte del Perú, en la región de Lambayeque.
El río Olmos es un río estacional, que recorre la parte sur del distrito del mismo nombre. Nace en la provincia de Huancabamba ingresando en el distrito de Olmos en la provincia de Lambayeque, por el lado este hacia el oeste uniéndose con algunas quebradas como la de Los Boliches. Cruza a 500 m de la ciudad de Olmos. Se considera a este río, al igual que al río Cascajal, de menor impacto hídrico en la región, debido a su escaso e irregular caudal, así como a que atraviesan un terreno desértico.

## Proyecto de irrigación Olmos
Mediante el transvase de 770 millones de m³ del río Huancabamba mediante la presa Limón y un túnel transandino de 20 km al río Olmos; la construcción de una central eléctrica y la irrigación de 100.000 has en las Pampas de Olmos.